# Saaleschiffahrt Bad Kissingen

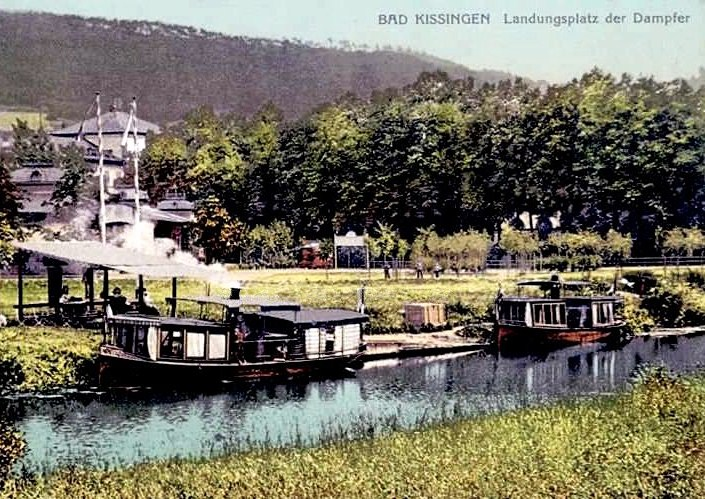
Die Kissinger „Dampferle“ 1907

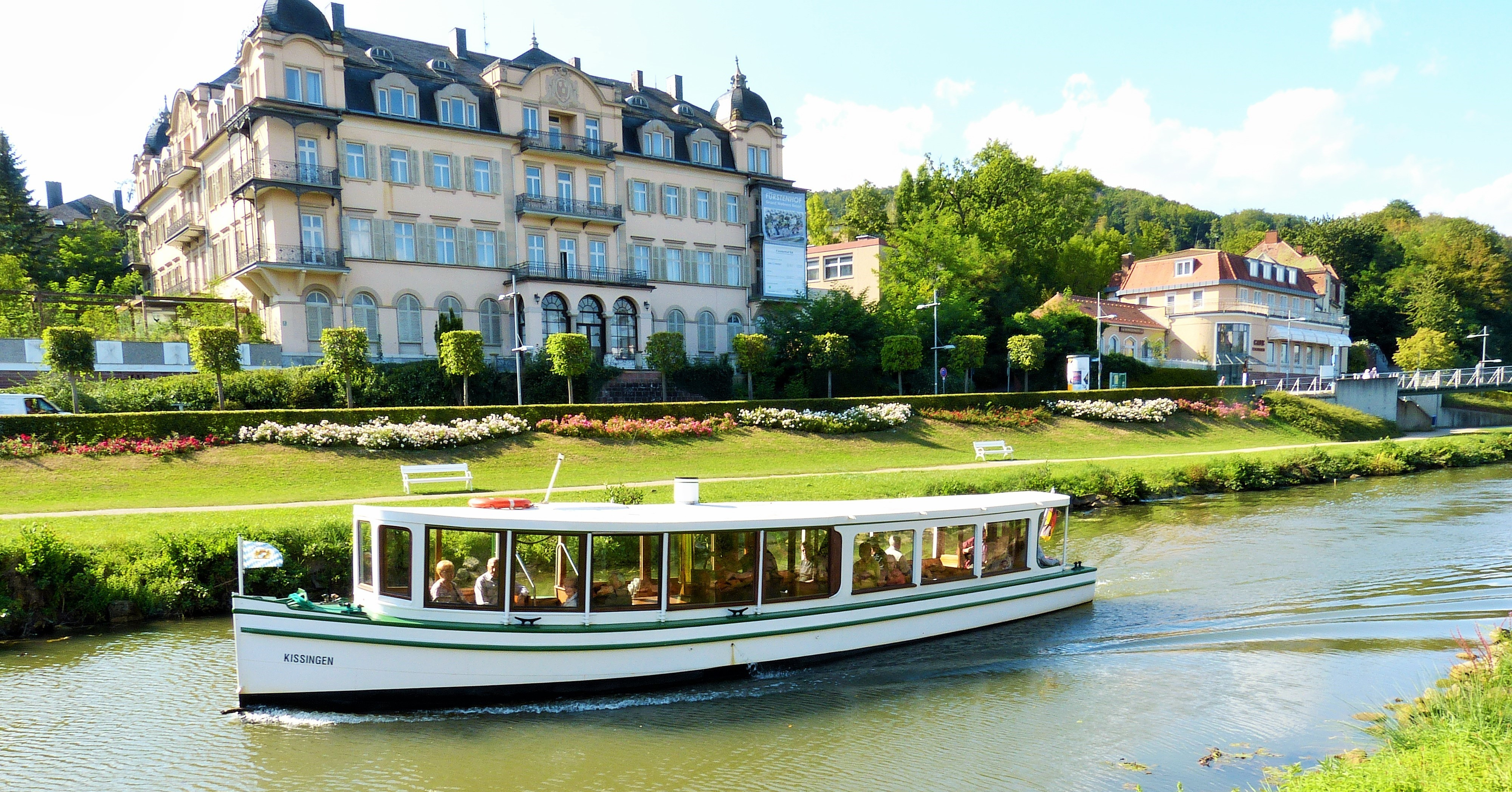
Die Kissingen 2019 in Fahrt

Die Saaleschiffahrt Bad Kissingen ist ein seit 1877 bestehender Schifffahrtsbetrieb in Bad Kissingen, Bayern.

## Geschichte
Ein Jahr vor der Inbetriebnahme des Schifffahrtsbetriebes gründete Carl von Paschwitz 1876 die Dampfschifffahrtsgesellschaft auf der Fränkischen Saale. Am 13. August 1877 wurde der Betrieb zunächst nur mit dem Schraubendampfer Kissingen aufgenommen. Hersteller des Dampfschiffes war die Firma Escher Wyss aus Zürich. Das Schiff hatte 75 Zentimeter Tiefgang und konnte bis zu 40 Passagiere aufnehmen. Der Betrieb wurde 1882 von Andreas Lohrey übernommen. Lohrey erwarb im selben Jahr noch ein weiteres baugleiches Schiff. Zu Dampfschiffszeiten hatte das Schiff eine Besatzung von drei Mann, einer davon war der Heizer. 
Die heutige Kissingen wurde 1923 oder 1924 auf der Schiffswerft Jean Stauf gebaut und hat noch einen genieteten Schiffsrumpf. Sie ist 10 Meter lang und 3 Meter breit, besaß im Jahr 2000 noch eine 45-PS-Maschine und durfte laut Dieter Schubert damals noch 72 Fahrgäste transportieren. Für das jüngere Schiff der Saaleschiffahrt, die Saline, die 1961 oder 1964 auf der Schiffswerft Johann Hupp in Eibelstadt gebaut wurde und einen Meter länger ist als die Kissingen, gibt Schubert sogar eine Zahl von 92 Fahrgästen an. Auf der Homepage des Unternehmens werden aber deutlich niedrigere Zahlen genannt.
Die beiden „Dampferle“ genannten Schiffe verkehren im Linienverkehr, während einer Fahrzeit von 15 Minuten, auf einer Strecke von ungefähr zwei Kilometern, von April bis Oktober, zwischen der Unteren Anlegestation am Rosengarten und der Oberen Anlegestation Saline. Angetrieben wurden die beiden Motorboote im Jahre 2019 von einem 54 PS starken, vier Zylinder Schiffsdieselmotor der Firma MAN. Von der Oberen Anlegestation Saline ist es nicht weit bis zu den Sehenswürdigkeiten der Oberen und Unteren Saline.
Aufgrund der Corona-Krise waren die beiden „Dampferle“ in der Saison 2021 nicht in Fahrt. In einem Fernsehinterview erklärte der Betreiber Helmut Fischer, da die Abstandsregelungen auf den historischen Schiffen extrem schlecht umzusetzen und die Gästezahlen in Bad Kissingen stark gesunken seien, sei auch unklar, ob die Schiffe in der Saison 2022 zum Einsatz kommen könnten. Das Unternehmen ist seit 1883 in Familienbesitz, Fischer ist hauptberuflich Tierarzt und betreibt die Saaleschiffahrt aus nostalgischen Gründen. In normalen Zeiten arbeitete der Betrieb laut Fischer, wenn er Glück hatte, immerhin kostendeckend, der Rückgang der Gästezahlen in Bad Kissingen seit Beginn der Pandemie aber lasse ihn Böses befürchten. Fischer befürchtete auch, dass die Schiffsführer sich nach anderen Arbeitsplätzen umsehen würden, wenn die Fahrzeuge noch länger nicht genutzt werden könnten. Er äußerte die Hoffnung, von der Stadt Bad Kissingen finanzielle Unterstützung zu erhalten. Bund und Länder hatte er zum Zeitpunkt des Gesprächs noch nicht um Hilfe gebeten, da er davon ausging, dass er hier ohnehin nicht anspruchsberechtigt sei.